# Tlahuapan
Tlahuapan là một đô thị thuộc bang Puebla, México. Năm 2005, dân số của đô thị này là 33831 người.